# Massafumi Yoshinaga
Massafumi Yoshinaga (Paraguaçu Paulista - São Paulo, 22 de janeiro de 1949 - São Paulo, 7 de junho de 1976) foi militante pelo movimento estudantil de São Paulo, atuou pelo UPES (União Paulista de Estudantes Secundaristas) em nível nacional e fez parte da Vanguarda Popular Revolucionária (VPR). Ficou conhecido por ser um dos militantes de esquerda que gravaram depoimentos para a televisão renegando suas convicções políticas anteriores e se manifestando contra organizações clandestinas.
Trata-se de um dos casos investigados pela Comissão Nacional da Verdade (CNV), que apurou as mortes e desaparecimentos de opositores políticos ocorridos durante a ditadura militar que vigeu no Brasil entre 1º de abril de 1964 e 15 de março de 1985. 

## Vida
Massafumi Yoshinaga nasceu no dia 22 de janeiro de 1949 na cidade de  Paraguaçu Paulista, no interior do estado de São Paulo. Seus pais eram Kiyomatsu Yoshinaga e Mitsuki Kuriki, descendentes de japoneses. Estudou no Colégio Brasílio Machado, localizado no bairro Vila Mariana da capital paulista, onde começou a se envolver com movimentos estudantis.

## Movimento Secundarista
Começou a participar do Movimento Estudantil Secundarista enquanto ainda era estudante do ensino médio, no Colégio Brasílio Machado, em 1966, quando foi eleito para a vice-presidência da UPES (União Paulista dos Estudantes Secundaristas).  Em 1968, passou a dirigir o jornal Avante, em sua escola, e se tornou liderança conhecida nesse segmento estudantil.

## Vanguarda Popular Revolucionária
Logo após o envolvimento com o movimento estudantil, Massafumi  iniciou contatos com a VRP e atuou na área de treinamento de guerrilha no Vale do Ribeira tornando-se militante da Vanguarda Popular Revolucionária. Passou alguns meses na primeira área de treinamentos, juntamente com os revolucionários Celso Lungaretti, Carlos Lamarca, José Lavecchia e Yoshitane Fujimori. Em 1970, Massafumi e Lungaretti foram retirados da área de guerrilha.  Lungaretti foi preso em abril do mesmo ano, pouco antes de os órgãos de segurança descobrirem a presença de Lamarca naquela região. Em julho, Massafumi se apresentou voluntariamente aos órgãos de segurança depois de passar alguns meses sem contato com a VPR, enfrentando dificuldades de sobrevivência e sendo perseguido pelo regime militar, pois era confundido com Yoshitane Fujimori, também nikkei e acusado de participação em inúmeras ações armadas, ao passo que Massafumi tinha, na VPR, militância de base.

## Retratação e arrependimento
Após ser preso, agentes de segurança forçaram com que ele se retratasse publicamente e explicasse suas posições políticas. O fato foi muito divulgado pela imprensa da época e em 2 de julho de 1970, concedeu a entrevista à TV Tupi, quando renegou suas convicções políticas anteriores e se manifestou contra organizações clandestinas. A entrevista foi dada na presença do coronel Danilo de Sá da Cunha e Melo, do Secretário de Segurança Pública da época, de Danton Avelino, Comandante-geral da Polícia Militar de São Paulo e Leonardo Lombardo, diretor de Relações Públicas da Secretaria de Segurança. Massafumi foi posto em liberdade dias depois da declaração.
Entre 1970 e 1975, a ditadura transformou os chamados "arrependidos", tais como Massafumi, em peças de propaganda, fazendo com que mais de 30 militantes presos e torturados "confessassem" publicamente o seu remorso por pegar em armas contra o regime. Vários dos casos de "arrependimento” - termo utilizado nas notas oﬁciais dos órgãos de segurança - foram na verdade resultado de intensa pressão e tortura. Os protagonistas de boa parte desses casos, inclusive os de maior repercussão eram, assim como Massafumi, estudantes secundaristas.

## Problemas psíquicos
Depois de ser posto em liberdade, Massafumi tentou trabalhar como vendedor de coleções de livros, pesquisador de mercado, corretor de imóveis, mas não se fixou em nenhum trabalho. No processo apresentado por seus familiares à Comissão Especial Sobre Mortos e Desaparecidos consta que, após submeter-se a retratação pública, Massafumi passou a apresentar distúrbios psicológicos. Massafumi tinha alucinações e dizia repetidamente que a Operação Bandeirante - Oban (reorganizada como Destacamento de Operações de Informação - Centro de Operações de Defesa Interna - DOI-CODI em julho de 1970) iria matá-lo. Diante disso, em 1973, começou um tratamento psiquiátrico e chegou a ser internado.  Em 1973, seu estado de saúde mental piorou por causa da morte de sua mãe. De outubro de 1975 a abril de 1976, esteve internado no Hospital das Clínicas de São Paulo, em tratamento psiquiátrico. Durante seu processo de reabilitação, ele foi isolado e condenado moralmente por seus ex-companheiros, pelas declarações feitas na televisão contra o movimento de oposição ao governo no qual antes participava, o que agravou ainda mais seu quadro de distúrbios psicológicos. 

## Morte
Mesmo sob tratamento psiquiátrico, Massafumi tentou matar-se, primeiramente, jogando-se embaixo de um ônibus; numa segunda vez, atirou-se da janela de sua casa; na terceira e última vez, no dia 7 de junho de 1976, enforcou-se com a mangueira de plástico do chuveiro do apartamento que dividia com seu pai e dois de seus cinco irmãos, na Vila Odete, em São Paulo. Sua morte acontecia seis anos depois de gravar depoimento para a TV Tupi. O laudo pericial, firmado pelo Dr. Jose Francisco de Gois Filho, atestou, como causa da morte, "asfixia mecânica por enforcamento". O sepultamento ocorreu em São Paulo, no Cemitério do Araçá. 
A história da vida e morte de Massafumi Yoshinaga é contada pelo historiador Jeffrey Lesser, no livro Uma Diaspora Descontente. 
Em 2004, Toshiro Yoshinaga pediu, na justiça, que o suicídio de seu irmão, Massafumi, fosse reconhecido como consequência de suas atividades políticas - nos termos das leis 9140/95  e 10.536/2002. 

## Comissão da Verdade do Estado de São Paulo 'Rubens Paiva'
Após as investigações, concluiu-se que, por ter sido perseguido, preso e vítima das mais diversas formas de pressão por parte de agentes públicos, Massafumi sofreu abalo físico e psíquico, o que acabou por levá-lo ao suicídio. Em consequência, a família foi indenizada pela União, mediante decreto da Presidência da República, publicado em 27 de outubro de 2006.
O caso fomentou as discussões sobre violações de direitos humanos articuladas pela ditadura militar estabelecida no Brasil a partir de 1º de abril de 1964.

## Filmografia
- Os Arrependidos (2021), de Ricardo Calil e Armando Antenore.